# Ho giurato di ucciderti
Ho giurato di ucciderti (La venganza) è un film del 1958 diretto da Juan Antonio Bardem, presentato in concorso all'11º Festival di Cannes.
In Spagna è stato però presentato solo l'anno seguente a causa di numerosi problemi con la censura; il regista è stato anche portato in carcere.
È stato il primo film spagnolo ad essere nominato all'Oscar al miglior film straniero nell'edizione del 1959.

## Trama
Juan torna in città dopo essere stato rinchiuso per dieci anni per un crimine che non ha commesso. Spinto dalla sorella Andrea decide di vendicarsi di colui che credono responsabile dei mali della famiglia: Luis "el Torcido", fratello del morto. Per fare questo, i due fratelli si uniranno ad un gruppo di mietitori che cerca lavoro nei campi della Castiglia e il cui capo è proprio il loro rivale. 
Il lavoro è difficile da trovare e il gruppo deve girare numerose località facendo diversi incontri: uno scrittore in cerca di ispirazione, un gruppo di artisti itineranti, un villaggio in sciopero contro un latifondista, un paese affamato a causa di un incendio che ha distrutto il raccolto.
Ogni incontro è occasione per affrontare un nuovo tema sia sociale che personale a alla fine il desiderio di vendetta viene cancellato dall'amore tra Luis e Andrea. 

## Produzione
Il film ebbe numerosi problemi con la censura: fu necessario modificare il titolo dato che quello inizialmente previsto "los segadores" risultava simile al titolo dell'inno catalano "els segadors"; inoltre l'azione venne spostata agli anni '30, in questo modo la difficile condizione dei lavoratori sembra conseguenza dell'operato del regime repubblicano e non del regime franchista. 